# Le Poznań
Pour les articles homonymes, voir Poznań (homonymie).

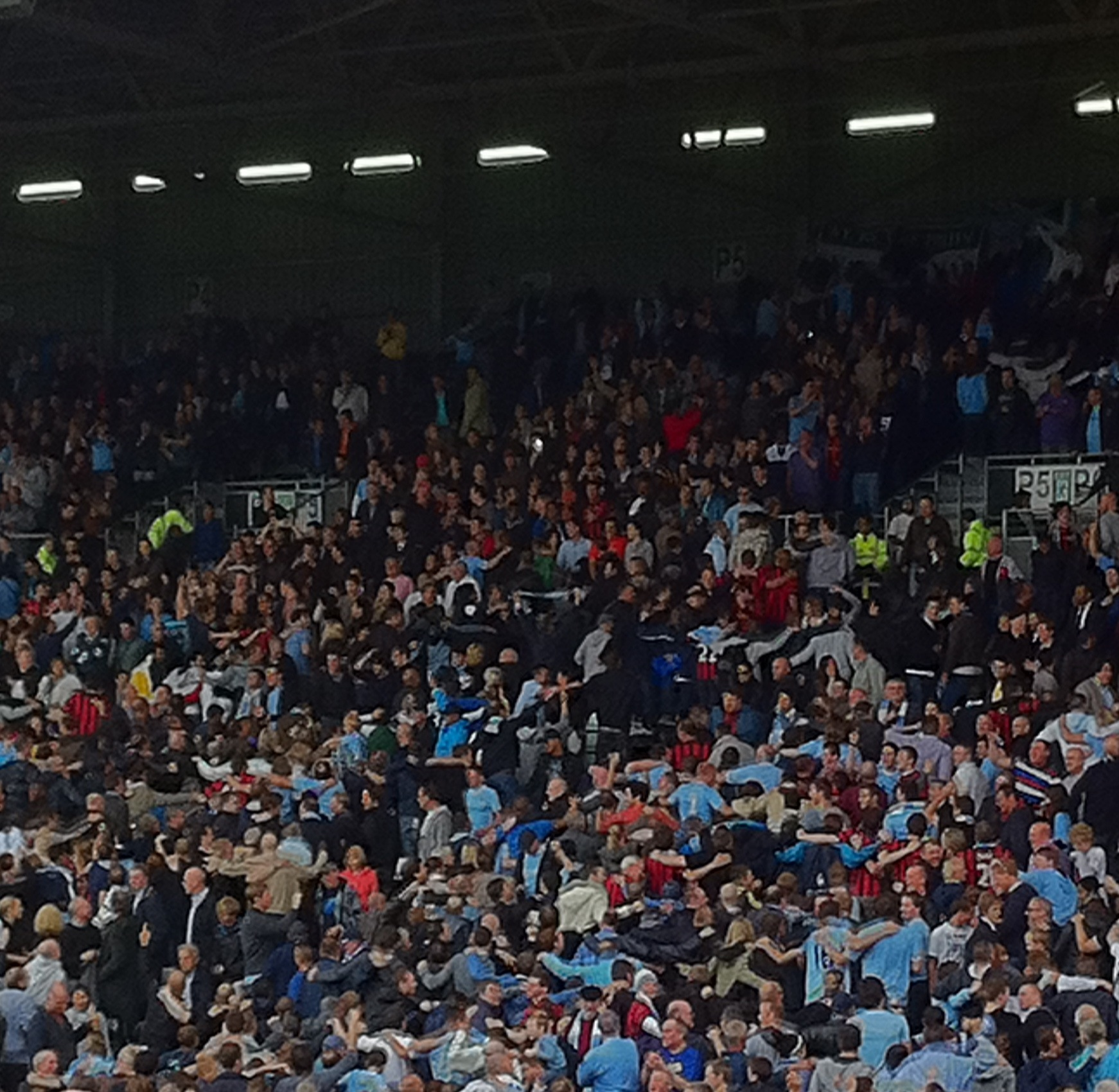
Supporters de Manchester City faisant un Poznań.

La Célébration du Poznań, ou Grecque, est une forme de célébration sportive associée au club de football du Lech Poznań ainsi qu'à d'autres équipes européennes. Elle apparaît pour la première fois alors que les fans souhaitent soutenir leur équipe tout en montrant leur mécontentement envers les dirigeants du club polonais. La célébration consiste à se mettre dos au terrain épaule contre épaule et sauter sur place à l'unisson. Les équipes les plus réputées pour utiliser cette célébration sont ceux du Lech Poznań en Pologne, de Manchester City en Angleterre et du Celtic en Écosse.

## Utilisation
La célébration du Poznań consiste à se mettre dos au terrain épaule contre épaule et sauter sur place à l'unisson. Ses origines remontent à 1961. En Pologne et pour beaucoup de supporteurs en Europe, le Poznań s'appelle un "Grecque".
Bien que les fans de Manchester City peinent à être impressionnés par le Poznań effectué lors de la rencontre des deux clubs le 21 octobre 2010, City adopte la célébration et l'utilise lors d'un match, un mois plus tard,. C'est alors que les supporteurs du club mancunien la baptisent "The Poznań" en l'honneur du club polonais. Le visuel de ses supporters effectuant cette célébration est reprise sur le second maillot porté par l'équipe à l'occasion de la Coupe du monde des clubs 2025, en second plan de la bande diagonale noire et rouge que le club arborait déjà en 2010 sur sa tenue extérieure.
D'autres clubs anglais utilisent le Poznań, notamment Leicester City lors du troisième tour de FA Cup contre Manchester City en 2011. Les supporteurs anglais ainsi que les médias britanniques parlent de "faire le Poznań" (doing the Poznań) lorsqu'ils évoquent ce mouvement.
Il est commun que les fans d'autres équipes utilisent le Poznań afin de se moquer de Manchester City, comme lorsque les supporteurs de Cardiff City les battent 3 à 2 en août 2013. Les exemples sont nombreux, tels que les supporteurs d'Arsenal, alors que Mikel Arteta marque le but de la victoire en avril 2012, ainsi que durant le Community Shield 2014. Le rival Manchester United utilise également la célébration lors du derby en FA Cup en janvier 2012. En Ligue des champions, le Bayern Munich effectue un Poznań durant un match de phase de groupe en octobre 2013.
Les supporteurs du club australien Western Sydney Wanderers, exécutent un Poznań à la 80e minute de chaque match afin de commémorer le premier match de football joué à Western Sydney en 1880.

## Alternatives
Les fans du Celtic possèdent une célébration similaire qu'ils appellent le "Huddle". Alors qu'ils tournent le dos au terrain, les supporteurs chantent « Let's All Do The Huddle » (Faisons tous le Huddle).